# 메트라이프

메트라이프생명 로고

메트라이프(MetLife)는 미국 최대의 생명보험 회사이다. 1868년 설립되었다.

## 대한민국
대한민국에서는 1989년 10월 20일 코오롱그룹과 미국 메트로폴리탄 생명보험회사와 합작하여 코오롱메트생명이 설립되었다. 1998년 3월 6일 메트로폴리탄사가 코오롱메트생명의 지분 49% 전량을 230억원에 인수했다. 이후 코오롱메트에서 메트라이프생명으로 상호 변경되었다.

## 광고
메트라이프생명은 "무배당 그녀를 위한 선지급 종신보험" 광고를 냈다. 메트라이프생명은 15년 11월 3일 이 상품을 출시했으며, 2가지로 광고를 공개하였다. 하나는 허리에 손을 올리고 당당하게 서 있는 여성 위에 "남자는 보험이 아니다" 라고 쓰여있고, 하나는 아이를 안은 젊은 여성 위에 "남편은 보험이 아니다" 라고 적혀있었다. "여성에게 특화된 여성전용 보험"이라는 상품설명을 하고 있지만, 대중들은 비판하였다. "설명은 하고 있지만, 여성들이 남자를 보험으로 생각하였다는 것이 기정사실처럼 써놓아서 불쾌하다"는 의견이다. "자신 인생은 스스로 챙겨라"는 문구도 여성에게 훈계,지적,지시를 한다는 느낌을 준다. 관계자는“이 상품은 여성전용 상품으로 여성 스스로, 엄마,아내를 위하여 보험에 가입하자라는 의미로 광고 개발하게 되었으며, 여성 비하의도는 전혀 없었다. 오히려 여성을 옹호하는 광고이다" 라고 밝혔다.